# Uson
Uson é um município de  terceira classe de renda municipal (d) na província Masbate, nas Filipinas. De acordo com o censo de 1 de maio  de  2020 possui uma população de 57 166 pessoas e 12 964 domicílios.